# علي سعيد
علي سعيد الشهابي (6 نوفمبر 1982) لاعب كرة قدم بحريني يلعب حاليا لصالح نادي الدرجة الأولى الحد البحريني في خط الدفاع من 2015.

## الإنجازات

### الحد
- الدرجة الأولى (1): 2016
- كأس ملك البحرين (1): 2015